# Konstanzer Notgeld

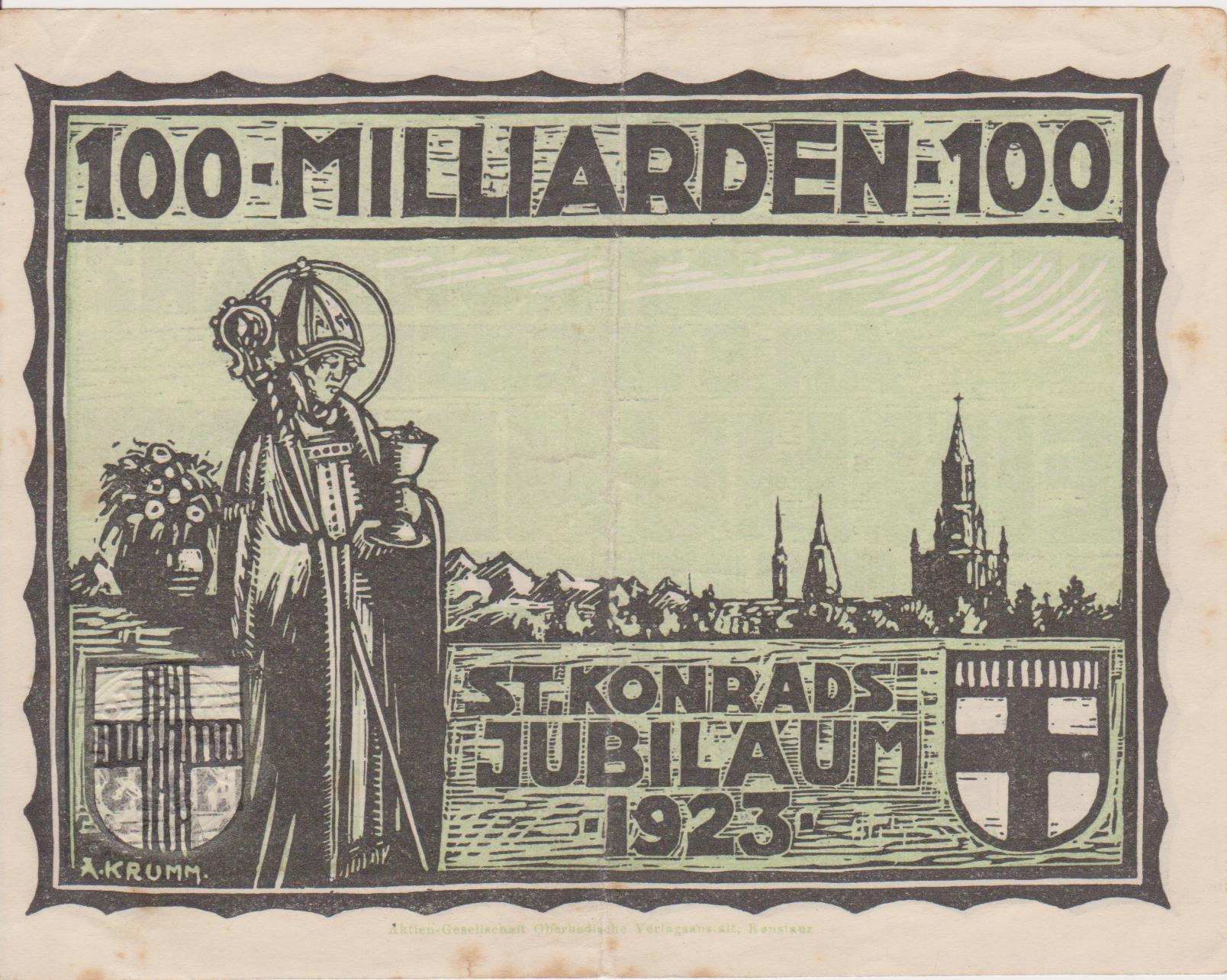
Konstanzer Notgeldschein 100 Milliarden Mark (1923)

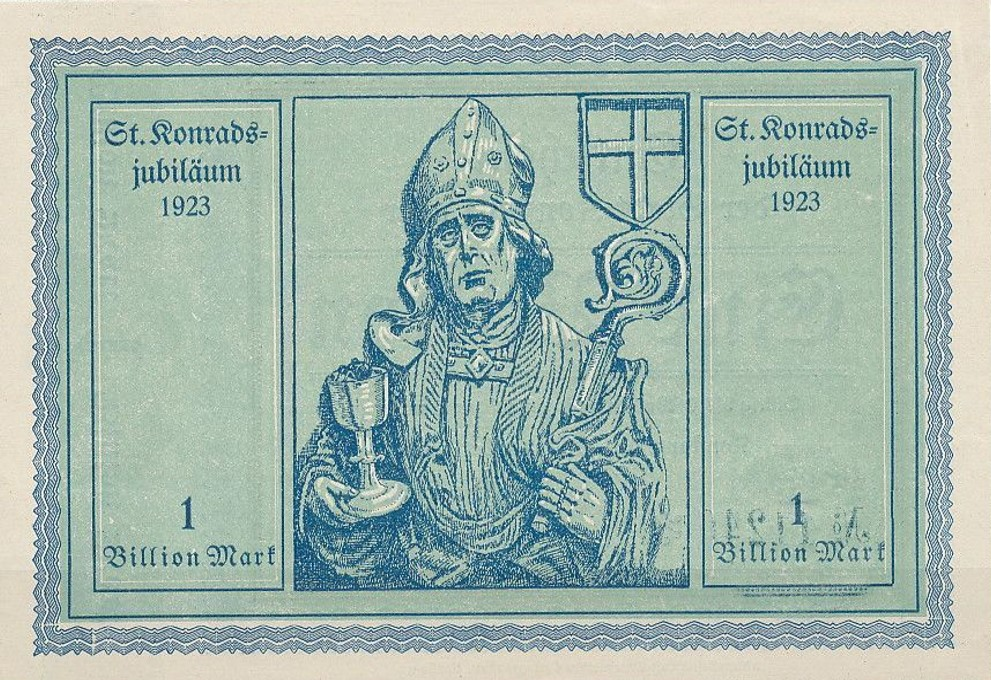
Konstanzer Notgeldschein 1 Billion Mark (1923)

Das Konstanzer Notgeld war ein aus einer Mangelsituation entstandener Geldersatz, der Anfang des 20. Jahrhunderts fehlende gesetzliche Zahlungsmittel ersetzte und von staatlichen Stellen sowie Unternehmen herausgegeben wurde.

## Hintergrund
Im dritten Jahr des Ersten Weltkriegs, am 8. März 1917, befasste sich der Konstanzer Stadtrat aufgrund merklichen Kleingeldmangels im Stadtgebiet erstmals mit der Ausgabe von Notgeld. Wie auch im folgenden Juli und September wurde eine Notgeldausgabe abgelehnt bzw. zurückgestellt.
Am 6. Oktober 1918 teilte der Deutsche Städtetag in einem Rundschreiben mit, dass Notgeld in den Werten 1, 2, 5, 10, 20, 50 und 100 Mark erforderlich sei. Zur Verringerung der Fälschungsgefahr sollten die Scheine aus Wasserzeichen-Papier hergestellt und mit Faksimile-Unterschriften sowie Prägestempeln versehen werden.
Bis zum 25. November beschloss der Konstanzer Stadtrat in drei Schritten die Herstellung von 45.000 Scheinen zu je 5 Mark, 35.000 Scheinen zu je 10 Mark sowie 20.000 Scheinen zu je 20 Mark, insgesamt 975.000 Mark. Die Herstellung der Geldscheine kostete die Stadt 8088,55 Mark, von denen die Reichsbanknebenstelle die Hälfte übernahm. Die Ausgabe der Scheine erfolgte ab Anfang Dezember 1918. Die Umlaufzeit wurde bis zum 1. April 1919 befristet.
Nachdem die Währung in den Folgejahren immer weiter verfiel, wurden bis 1923 weitere Notgeld-Ausgaben veranlasst, anfangs in Wertstufen ab 50 Pfennig, zur Zeit der Hochinflation bis zu 1 Billion Mark.
Gegen Ende der Inflationszeit zeigte sich, dass das ausgegebene Notgeld der Stadt nicht reichen würde. So veranlassten die Dresdner Bank, das Falzziegelwerk Blattner und Kramer, die Handelskammer, L. Stromeyer & Co. sowie die Holzverkohlungs-Industrie AG, eigenes Notgeld auszugeben.

## Ausgabestellen

### Stadt Konstanz

#### Großgeld 1918
| Nominal: 5 Mark | |
| | Druck: Reuß und Itta, Konstanz, auf weißem Papier, mit Wasserzeichen „Sutter – S – Muster“; ~ 135 × 90 mm |
| Auflage: 31.060 Stück mit einem Nennwert von 155.300 Mark                                                                                            | |
| Ausgabe: ab 5. Dezember 1918, 19.000 Stück mit einem Nennwert von 95.000 Mark                                                                        | |
| Vorderseite: schwarz/grau, Klischees von Brend´amour, Simhart und Co., München; Unterschrift „Dietrich“; Kontrollnummern: 1 bis 31060, 6 mm, schwarz | |
| Rückseite: schwarz/gelb; Fünf Mark / KRIEGSNOTGELD DER STADT / KONSTANZ.                                                                             | |
| Eingezogen: 18.854 Stück (99,2 %) mit einem Nennwert von 94.270 Mark; 18.882 Stück vernichtet, 12.060 Stück für Sammler zurückbehalten               | |

| Nominal: 10 Mark | |
| | Druck: Reuß und Itta, Konstanz, auf weißem Papier, mit Wasserzeichen „Sutter – S – Muster“; ~ 140 × 90 mm |
| Auflage: 36.568 Stück mit einem Nennwert von 365.680 Mark | |
| Ausgabe: ab 5. Dezember 1918, 30.200 Stück mit einem Nennwert von 302.000 Mark                                                                                   | |
| Vorderseite: violett/gelb in Tönungen, Klischees von Brend´amour, Simhart und Co., München; Unterschrift „Dietrich“; Kontrollnummern: 1 bis 36568, 5 mm, schwarz | |
| Rückseite: violett/gelb in Tönungen | |
| Eingezogen: 30.071 Stück (99,6 %) mit einem Nennwert von 300.710 Mark; 30.101 Stück vernichtet, 6.368 Stück für Sammler zurückbehalten                           | |

| Nominal: 20 Mark | |
| | Druck: Reuß und Itta, Konstanz, auf weißem Papier, mit Wasserzeichen „Sutter – S – Muster“; ~ 145 × 94 mm |
| Auflage: 21.300 Stück mit einem Nennwert von 426.000 Mark | |
| Ausgabe: ab 18. Dezember 1918, 13.500 Stück mit einem Nennwert von 271.000 Mark | |
| Vorderseite: braun/lila, Klischees von Brend´amour, Simhart und Co., München; Kriegsnotgeld der Stadt / Konstanz. / Zwanzig Mark / Gültig im Stadtgebiet Konstanz bis 1. Febr. 1919. / Zahlbar bei allen städtischen Kassen. / Konstanz November 1918. / Der Stadtrat.; Unterschriften „Dietrich und Bühl/Buhl“; Kontrollnummern: 1 bis 21300, 5 mm, schwarz | |
| Rückseite: braun, blau und lila in Tönungen von braun- bis blaulila; 20 / Zwanzig Mark. / Kriegsnotgeld der Stadt Konstanz. / 20 | |
| Eingezogen: 13.523 Stück (99,8 %) mit einem Nennwert von 270.460 Mark; 13.533 Stück vernichtet, 7.750 Stück für Sammler zurückbehalten | |

#### Kleingeld 1918 bis 1921
| Nominal: 50 Pfennig | |
| | Druck: Reuß und Itta, Konstanz, auf weißem Paier mit Wasserzeichen „Sutter – S – Muster“, ~ 90 × 60 mm |
| Auflage: 103.500 Stück mit einem Nennwert von 51.750 Mark                                                                   | |
| Ausgabe: Dezember 1918 bis Juli 1919, 103.028 Stück mit einem Nennwert von 51.514 Mark                                      | |
| Vorderseite: rot und grün, Klischees von Brend´amour, Simhart und Co., München; STADT KONSTANZ / 50 PFENNIG / KRIEGSNOTGELD | |
| Rückseite: rot und grün | |
| Eingezogen: unbekannt, 1.000 Stück mit einem Nennwert von 500 Mark für Sammler zurückbehalten                               | |

| Nominal: 50 Pfennig | |
| | Druck, Version 1: Fr. Stadler, Konstanz, auf weißem Papier, ohne Wasserzeichen, ~ 90 × 60 mm Druck, Version 2: Druck: A.G. Preßverein, auf weißem Papier, mit Wasserzeichen „Schippen“, ~ 90 × 60 mm |
| Auflage, Version 1: 101.800 Stück mit einem Nennwert von 50.900 Mark Auflage, Version 2: 100.000 Stück mit einem Nennwert von 50.000 Mark                                                          | |
| Ausgabe, Version 1: Juli 1919, 3.000 Stück mit einem Nennwert von 1.500 Mark Ausgabe, Version 2: Juli 1919, 98.927 Stück mit einem Nennwert von 49.463,50 Mark                                     | |
| Vorderseite: rot und grün; STADT KONSTANZ / PFENNIG 50 / KRIEGSNOTGELD / Gültig im Stadtgebiet Konstanz bis auf Widerruf. Zahlbar bei allen städtischen Kassen. Konstanz, Juli 1919. Der Stadtrat. | |
| Rückseite: rot und grün; 50 / PFENNIG | |
| Eingezogen: unbekannt, 98.800 Stück mit einem Nennwert von 49.400 Mark für Sammler zurückbehalten                                                                                                  | |

#### Großgeld 1922
| Nominal: 5 Mark |                                                                              |
| | Druck: Reuß und Itta, Konstanz, auf Papier ohne Wasserzeichen, ~ 132 × 90 mm |
| Auflage: 8.672 Stück mit einem Nennwert von 43.360 Mark |                                                                              |
| Ausgabe: ab 23. Oktober 1922, 5.300 Stück mit einem Nennwert von 26.500 Mark; später 20.200 Stück mit Nominal „50 Milliarden“ überdruckt |                                                                              |
| Vorderseite: Klischees von Bruckmann, München; schwarz; Fünf Mark / Notgeld der Stadt Konstanz a. Bodensee / Gültig bis 4 Wochen nach Aufruf zur Einlösung / Konstanz, 23. Oktober 1922 / Der Oberbürgermeister / Unterschrift „Dr. Moericke“ / Entwurf: Benno Eggert |                                                                              |
| Rückseite: Klischees von Haufler und Wiest, Stuttgart; schwarz und blassgrün; BEI ALLER SORGE, NOT UND PEIN: / DIE WELT HAT AUCH NOCH SONNENSCHEIN! |                                                                              |
| Eingezogen: vier Stück mit einem Nennwert von 20 Mark, alle vernichtet; ~ 3.300 Stück für Sammler zurückbehalten |                                                                              |

| Nominal: 10 Mark |                                                                              |
| | Druck: Reuß und Itta, Konstanz, auf Papier ohne Wasserzeichen, ~ 125 × 95 mm |
| Auflage: 8.321 Stück mit einem Nennwert von 83.210 Mark |                                                                              |
| Ausgabe: ab 23. Oktober 1922, 5.000 Stück mit einem Nennwert von 50.000 Mark; später 20.400 Stück mit Nominal „100 Milliarden“ überdruckt |                                                                              |
| Vorderseite: schwarz; Klischees von Bruckmann, München; Notgeld / Gültig bis vier Wochen nach Aufruf zur Einlösung / Konstanz am Bodensee / Zehn Mark / Konstanz, 23. Oktober 1922 / Der Oberbürgermeister / Unterschrift „Dr. Moericke“ / Das Haus z. Hohen Hafen / Wohnung des Kaisers während des Konzils |                                                                              |
| Rückseite: schwarz und orange; 10 Mark / O STEIG EMPOR MEIN VATERLAND, GELÄUTERT AUS DER ZEITEN BRAND! / 10 Mark / Entwurf: Benno Eggert |                                                                              |
| Eingezogen: vier Stück mit einem Nennwert von 40 Mark, alle vernichtet; ~ 3.300 Stück für Sammler zurückbehalten |                                                                              |

| Nominal: 20 Mark |                                                                            |
| | Druck: Fr. Stadler, Konstanz, auf Papier ohne Wasserzeichen, ~ 140 × 90 mm |
| Auflage: 10.420 Stück mit einem Nennwert von 208.400 Mark |                                                                            |
| Ausgabe: ab 23. Oktober 1922, 6.900 Stück mit einem Nennwert von 138.000 Mark; später 15.500 Stück mit Nominal „200 Milliarden“ überdruckt |                                                                            |
| Vorderseite: Klischees von Bruckmann, München: Abbildung „BROTBÄCKER AUF DEM KONSTANZER KONZIL“; grau; Zwanzig Mark / Notgeld der Stadt Konstanz am Bodensee // Gültig vier Wochen nach Aufruf zur Einlösung / Konstanz, 23. Oktober 1922 / Der Oberbürgermeister „Moericke“ |                                                                            |
| Rückseite: Klischees von Pelz, Sigmaringen; schwarz und ocker; 20 Mark / SCHAFF', KÄMPF' UND WEHR' DICH UM DEIN BROT / SONST FRISST DICH HUNGER KRIEG UND TOD / 20 Mark / Entwurf: Benno Eggert                                                                              |                                                                            |
| Eingezogen: 188 Stück mit einem Nennwert von 3.760 Mark, alle vernichtet; ~ 3.300 Stück für Sammler zurückbehalten |                                                                            |

| Nominal: 50 Mark |                                                             |
| | Druck: Fr. Stadler, Konstanz, auf Papier ohne Wasserzeichen |
| Auflage: 13.360 Stück mit einem Nennwert von 668.000 Mark |                                                             |
| Ausgabe: ab 23, Oktober 1922, 9.900 Stück mit einem Nennwert von 495.000 Mark; später 12.540 Stück mit Nominal „500 Milliarden“ überdruckt |                                                             |
| Vorderseite: Klischees von Haufler und Wiest, Stuttgart, blau; Notgeld der Stadt Konstanz am Bodensee / Gültig bis vier Wochen nach Aufruf zur Einlösung - Fünfzig Mark - Konstanz, 23.10.1922 / Oberbürgermeister / Unterschrift „Moericke“ / Entwurf: Dr. Benno Eggert |                                                             |
| Rückseite: Klischees von Bruckmann, München; dunkelblau und rotorange |                                                             |
| Eingezogen: 188 Stück mit einem Nennwert von 9.400 Mark, alle vernichtet; ~ 3.300 Stück für Sammler zurückbehalten |                                                             |

| Nominal: 100 Mark |                                                                                                 |
| | Druck: O. Wöhrle, Konstanz, auf Papier mit Wasserzeichen „verschlungene Kreise“, ~ 165 × 110 mm |
| Auflage: 26.172 Stück mit einem Nennwert von 2,6172 Millionen Mark |                                                                                                 |
| Ausgabe: ab 23. Oktober 1922, 16.900 Stück mit einem Nennwert von 1,69 Millionen Mark |                                                                                                 |
| Vorderseite: Klischees von Bruckmann, München; violett; NOTGELD DER STADT KONSTANZ / Hundert Mark / GÜLTIG BIS VIER WOCHEN NACH AUSRUF ZUR EINLÖSUNG / DER OBERBÜRGERMEISTER / Unterschrift „Dr. Moericke“ |                                                                                                 |
| Rückseite: violett und orange; 100 - 100 Mark / DER HAHN, DER KRÄHT UND BLÄHT SICH BLASS, DER BAUER SCHAFFT UND DENKT SICH WAS. / 100 Mark - 100                                                           |                                                                                                 |
| 5.900 Stück mit einem Nennwert von 590.000 Mark für Sammler zurückbehalten |                                                                                                 |

| Nominal: 100 Mark |                                                              |
| | Druck: Oberbadische Verlagsanstalt, Konstanz; ~ 160 × 113 mm |
| Auflage: 53.165 Stück mit einem Nennwert von 5,3165 Millionen Mark |                                                              |
| Ausgabe: ab 23. Oktober 1922, 11.600 Stück mit einem Nennwert von 1,16 Millionen Mark |                                                              |
| Vorderseite: Klischees von Haufler und Wiest, Stuttgart; rot und schwarzgrün; 100 - NOTGELD / DER STADT / KONSTANZ / AM BODENSEE / Hundert Mark / Gültig bis vier Wochen nach Aufruf zur Einlösung / Konstanz, 23. Oktober 1922. Der Bürgermeister / Moericke - 100             |                                                              |
| Rückseite: Klischees von Pelz, Sigmaringen; rot, gelbbraun und dunkelgrün; 100 M - JOHs HUSS / O HUSS, UM DEINES GLAUBENS LEHR / WURDEST DU HEUT NIT VERBRONNEN MEHR / DIEWEIL DURCH SCHNÖDEN WUCHERS LIST / DAS BRENNHOLZ VIEL ZU TEUER IST. / ENWURF Dr. BENNO EGGERT - 100 M |                                                              |
| 37.500 Stück mit einem Nennwert von 3,75 Millionen Mark für Sammler zurückbehalten |                                                              |

| Nominal: 500 Mark |                                                                                         |
| | Druck: O. Wöhrle, Konstanz, auf Papier mit Wasserzeichen „Wellenbündel“, ~ 180 × 112 mm |
| Auflage: 11.957 Stück mit einem Nennwert von 5,9785 Millionen Mark |                                                                                         |
| Ausgabe: ab 23. Oktober 1922, 5.056 Stück mit einem Nennwert von 2,528 Millionen Mark |                                                                                         |
| Vorderseite: Klischees von Bruckmann, München; violett und lachsrot; GÜLTIG BIS VIER WOCHEN NACH AUFRUF ZUR EINLÖSUNG / Notgeld / 500 M / Stadt Konstanz a.B. / ENTWURF VON BENNO EGGERT / KONSTANZ / 25. OKTOBER 1922 / DER OBERBÜRGERMEISTER Unterschrift „Dr. Moericke“ |                                                                                         |
| Rückseite: violett und lachsrot |                                                                                         |
| 3.300 Stück mit einem Nennwert von 1,65 Millionen Mark für Sammler zurückbehalten |                                                                                         |

| Nominal: 500 Mark                                                                                   |                                                                                         |
| | Druck: O. Wöhrle, Konstanz, auf Papier mit Wasserzeichen „Wellenbündel“, ~ 177 × 115 mm |
| Auflage: 10.500 Stück mit einem Nennwert von 5,25 Millionen Mark                                    |                                                                                         |
| Ausgabe: ab 23. Oktober 1922, 6.600 Stück mit einem Nennwert von 3,3 Millionen Mark                 |                                                                                         |
| Vorderseite: Klischees von Pelz, Sigmaringen; schwarzblau und orange; / Unterschrift „Dr. Moericke“ |                                                                                         |
| Rückseite: Klischees von Haufler und Wiest, Stuttgart; schwarzblau und rosa                         |                                                                                         |
| 3.300 Stück mit einem Nennwert von 1,65 Millionen Mark für Sammler zurückbehalten                   |                                                                                         |

#### Inflationsausgaben 1923
Die Inflation (von lat. inflatio „Schwellung“, „Anschwellen“) bezeichnet in der Volkswirtschaftslehre eine allgemeine und anhaltende Erhöhung des Preisniveaus von Gütern und Dienstleistungen (Teuerung), gleichbedeutend mit einer Minderung der Kaufkraft des Geldes.
Die Ausgaben der Stadt Konstanz von 1923 sind, bis auf die Überdruckscheine („Notgeld“), alle als „Gutscheine“ bezeichnet worden.
| Nominal: 100.000 Mark                                                                                       | |
| | Druck: Reuß und Itta, Konstanz, auf weißem Papier mit Wasserzeichen nach rechts oder links weisender „Tropfen“, ~ 148 × 98 mm |
| Auflage, Version 2 (ohne Druckfirma): 32.348 Stück mit einem Nennwert von 3,2348 Milliarden Mark            | |
| Ausgabe: ab 15. August 1923, 32.346 Stück (Version 2) mit einem Nennwert von 3,2346 Milliarden Mark         | |
| Vorderseite: mit Prägestempel „STADT KONSTANZ“ und Stadtschild in zwei Kreisen; Unterschrift „Dr. Moericke“ | |
| Rückseite:                                                                                                  | |
| Eingezogen:                                                                                                 | |

| Nominal: 500.000 Mark                                                                                             | |
| | Druck: Oberbadische Verlagsanstalt, Konstanz, auf weißem Papier mit Wasserzeichen „Verschlungene Kreise“, ~ 145 × 75 mm |
| Auflage: 24.000 Stück mit einem Nennwert von 12 Milliarden Mark                                                   | |
| Ausgabe: ab 15. August 1923                                                                                       | |
| Vorderseite: blau, mit Prägestempel „STADT KONSTANZ“ und Stadtschild in zwei Kreisen; Unterschrift „Dr. Moericke“ | |
| Rückseite: | |
| Eingezogen: | |

| Nominal: 1 Million Mark                                                                                            | |
| | Druck: Oberbadische Verlagsanstalt, Konstanz, auf weißem Papier mit Wasserzeichen „Verschlungene Kreise“, ~ 145 × 75 mm |
| Auflage: 23.967 Stück mit einem Nennwert von 23,967 Milliarden Mark                                                | |
| Ausgabe: ab 15. August 1923                                                                                        | |
| Vorderseite: braun, mit Prägestempel „STADT KONSTANZ“ und Stadtschild in zwei Kreisen; Unterschrift „Dr. Moericke“ | |
| Rückseite: | |
| Eingezogen: | |

| Nominal: 10 Millionen Mark                                                                                           | |
| | Druck: Stadler, Konstanz, auf weißem Papier mit Wasserzeichen „Verschlungene Kreise“, ~ 145 × 75 mm |
| Auflage: 15.000 Stück mit einem Nennwert von 150 Milliarden Mark                                                     | |
| Ausgabe: ab 19. September 1923                                                                                       | |
| Vorderseite: schwarz, mit Prägestempel „STADT KONSTANZ“ und Stadtschild in zwei Kreisen; Unterschrift „Dr. Moericke“ | |
| Rückseite: | |
| Eingezogen: | |

| Nominal: 20 Millionen Mark | |
| | Druck: Stadler, Konstanz; einseitig auf Papier mit Wasserzeichen „verschlungene Kreise“, ~ 145 × 75 mm |
| Auflage: 12.500 Stück mit einem Nennwert von 250 Billionen Mark                                                                              | |
| Ausgabe: 20. September bis 11. Oktober 1923, 12.500 Stück mit einem Nennwert von 250 Billionen Mark                                          | |
| Vorderseite: blau; Kontrollnummern № * 00001 bis 12500, schwarz, 4,5 mm; Unterschrift „Dr. Moericke“                                         | |
| Rückseite: | |
| Eingezogen: 4.748 Stück (37,0 %) mit einem Nennwert von 94,96 Billionen Mark; 3.748 Stück vernichtet, 1.000 Stück für Sammler zurückbehalten | |

| Nominal: 1 Milliarde Mark                                                                     | |
|                                                                                               | Druck: einseitig, grün auf gelbbraunem Unterdruck auf weißem Papier mit Wasserzeichen „verschlungene Kreise“, ~ 150 × 75 mm |
| Auflage: 7.928 Stück mit einem Nennwert von 7,928 Billionen Mark                              | |
| Ausgabe: 15. bis 26. Oktober 1923, 7.885 Stück mit einem Nennwert von 7,885 Billionen Mark    | |
| Vorderseite: Kontrollnummern № 000001 bis 007928 *, grün, 4,5 mm; Unterschrift „Dr. Moericke“ | |
| Rückseite: ./.                                                                                | |
| Eingezogen:                                                                                   | |

| Nominal: 1 Milliarde Mark                                                                           |                                                         |
| | Druck: einseitig, grün auf weißem Papier; ~ 150 × 75 mm |
| Auflage: 14.100 Stück mit einem Nennwert von 14,1 Billiarden Mark                                   |                                                         |
| Ausgabe: 15. Oktober bis 7. November 1923, 14.100 Stück mit einem Nennwert von 14,1 Billiarden Mark |                                                         |
| Vorderseite: Kontrollnummern № xxxxxx *; Unterschrift „Dr. Moericke“                                |                                                         |
| Rückseite: ./.                                                                                      |                                                         |
| Eingezogen:                                                                                         |                                                         |

| Nominal: 5 Milliarden Mark |                                                                                           |
| | Druck: Reuß & Itta, Konstanz; einseitiger Typensatzdruck, schwarz auf gelb, ~ 140 × 75 mm |
| Auflage: 62.727 Stück mit einem Nennwert von 313,635 Billiarden Mark |                                                                                           |
| Ausgabe: 25. Oktober 1923, 62.727 Stück mit einem Nennwert von 313,635 Billiarden Mark |                                                                                           |
| Vorderseite: Gutschein 5 № 00001 bis 62727 (schwarz, 4,6 mm) / Fünf Milliarden Mark / Gültig bis vier Wochen nach Aufruf zur Einlösung / Stadtkasse Konstanz / Konstanz, Unterschrift „Dr. Moericke“ |                                                                                           |
| Rückseite: ./. |                                                                                           |
| Eingezogen: 52.915 Stück (84,3 %) mit einem Nennwert von 264,575 Billiarden Mark; 51.915 Stück vernichtet, 1.000 Stück für Sammler zurückbehalten                                                    |                                                                                           |

| Nominal: 10 Milliarden Mark | |
| | Druck: Oberbadische Verlagsanstalt Konstanz; einseitiger Typendruck braun und lila auf weißem Papier mit Wasserzeichen „verschlungene Kreise“, ~ 145 × 75 mm |
| Auflage: 61.200 Stück mit einem Nennwert von 612 Billiarden Mark | |
| Ausgabe: 26. Oktober bis 8. November 1923, 61.200 Stück mit einem Nennwert von 612 Billiarden Mark | |
| Vorderseite: 10 000 000 000 Mark – Gutschein / der Stadt Konstanz über / Zehn Milliarden Mark / Gültig bis 4 Wochen nach Aufruf zur Einlösung / Konstanz, (den) 25. Oktober 1923 / № xxxxx bis xxxxx * (braun, 5 mm) – Der Stadtrat: Unterschrift „Dr. Moericke“ – 10 000 000 000 Mark | |
| Rückseite: ./. | |
| Eingezogen: 56.112 Stück (92 %) mit einem Nennwert von 561,12 Billiarden Mark; 55.112 Stück vernichtet, 1.000 Stück für Sammler zurückbehalten | |

| Nominal: 20 Milliarden Mark | |
| | Druck: F. Stadtler, Konstanz; einseitiger Typendruck, lilarot auf grünlichgrau auf weißem Papier mit Wasserzeichen „verschlungene Kreise“, ~ 155 × 75 mm |
| Auflage: 60.000 Stück mit einem Nennwert von 1,2 Trillionen Mark | |
| Ausgabe: ab 26. Oktober 1923, 60.000 Stück mit einem Nennwert von 1,2 Trillionen Mark | |
| Vorderseite: Gutschein der Stadt Konstanz / über / ZWANZIG MILLIARDEN / 20000000000 MARK 20000000000 / Gültig bis 4 Wochen nach Aufruf zur Einlösung / Konstanz, 26. Oktober 1923 / Der Stadtrat: / № xxxxx * (lilarot, 4,5 mm) – Unterschrift „Dr. Moericke“ - 20 000 000 000 M. | |
| Rückseite: ./. | |
| Eingezogen: 55.127 Stück (92,0 %) mit einem Nennwert von 1,10254 Trillionen Mark; 54.129 Stück vernichtet, 998 Stück für Sammler zurückbehalten | |

| Nominal: 50 Milliarden auf 5 Mark | |
| | Druck: Reuß und Itta, Konstanz; auf Papier ohne Wasserzeichen, ~ 132 × 90 mm Überdruck: J. Kuttruff, Konstanz; braun bis hellrot, schräg über die Fläche (Vorder- und Rückseite) und am linken Rand |
| Auflage: 20.200 Stück mit einem Nennwert von 1,02 Trillionen Mark | |
| Ausgabe: 5. bis 9. November 1923, 20.150 Stück mit einem Nennwert von 1,00705 Trillionen Mark | |
| Vorderseite: Klischees von Bruckmann, München; schwarz; Fünf Mark / Notgeld der Stadt Konstanz a. Bodensee / Gültig bis 4 Wochen nach Aufruf zur Einlösung / Konstanz, 23. Oktober 1922 / Der Oberbürgermeister / Unterschrift „Dr. Moericke“ / Entwurf: Benno Eggert; + Überdruck | |
| Rückseite: Klischees von Haufler und Wiest, Stuttgart; schwarz und blassgrün; BEI ALLER SORGE, NOT UND PEIN: / DIE WELT HAT AUCH NOCH SONNENSCHEIN!; ohne Stadtstempel; + Überdruck                                                                                                | |
| Eingezogen: 18.983 Stück (94,2 %) mit einem Nennwert von 949,15 Billiarden Mark; 17.983 Stück vernichtet, 1.000 Stück für Sammler zurückbehalten | |

| Nominal: 100 Milliarden auf 10 Mark | |
| | Druck: Reuß und Itta, Konstanz, auf Papier ohne Wasserzeichen, ~ 125 × 95 mm Überdruck: K. A. Schwarz, Konstanz |
| Auflage: 20.400 Stück mit einem Nennwert von 2,04 Billiarden Mark | |
| Ausgabe: 5. bis 9. November 1923, 20.347 Stück mit einem Nennwert von 2,0347 Billiarden Mark | |
| Vorderseite: schwarz; Klischees von Bruckmann, München; Notgeld / Gültig bis vier Wochen nach Aufruf zur Einlösung / Konstanz am Bodensee / Zehn Mark / Konstanz, 23. Oktober 1922 / Der Oberbürgermeister / Unterschrift „Dr. Moericke“ / Das Haus z. Hohen Hafen / Wohnung des Kaisers während des Konzils; roter Überdruck schräg über die Fläche, Kontrollnummern: 1 bis 20.400, 4,5 mm | |
| Rückseite: schwarz und orange; 10 Mark / O STEIG EMPOR MEIN VATERLAND, GELÄUTERT AUS DER ZEITEN BRAND! / 10 Mark / Entwurf: Benno Eggert; roter Überdruck schräg über die Fläche | |
| Eingezogen: 19.407 Stück (95,4 %) mit einem Nennwert von 1,9407 Billiarden Mark; 18.427 Stück vernichtet, 980 Stück für Sammler zurückbehalten | |

| Nominal: 200 Milliarden auf 20 Mark | |
| | Druck: Fr. Stadler, Konstanz, auf Papier ohne Wasserzeichen, ~ 140 × 90 mm Überdruck: H. Schatz, Konstanz |
| Auflage: 15.500 Stück mit einem Nennwert von 3,1 Billiarden Mark | |
| Ausgabe: 7. bis 11. November 1923, 15.432 Stück mit einem Nennwert von 3,0864 Billiarden Mark | |
| Vorderseite: Klischees von Bruckmann, München: Abbildung „BROTBÄCKER AUF DEM KONSTANZER KONZIL“; grau; Zwanzig Mark / Notgeld der Stadt Konstanz am Bodensee // Gültig vier Wochen nach Aufruf zur Einlösung / Konstanz, 23. Oktober 1922 / Der Oberbürgermeister „Moericke“; roter Überdruck Zweihundert Milliarden schräg über die Fläche, Kontrollnummern 1 bis 15.5000, 4,6 mm | |
| Rückseite: Klischees von Pelz, Sigmaringen; schwarz und ocker; 20 Mark / SCHAFF', KÄMPF' UND WEHR' DICH UM DEIN BROT / SONST FRISST DICH HUNGER KRIEG UND TOD / 20 Mark / Entwurf: Benno Eggert; roter Überdruck Zweihundert Milliarden schräg über die Fläche | |
| Eingezogen: 14.301 Stück (92,7 %) mit einem Nennwert von 2,8602 Billiarden Mark; 13.301 Stück vernichtet, 1.000 Stück für Sammler zurückbehalten | |

| Nominal: 500 Milliarden auf 50 Mark |                                                                                            |
| | Druck: Fr. Stadler, Konstanz, auf Papier ohne Wasserzeichen Überdruck: H. Schatz, Konstanz |
| Auflage: 12.540 Stück mit einem Nennwert von 6,27 Billiarden Mark |                                                                                            |
| Ausgabe: offenbar nicht zur Ausgabe gelangt |                                                                                            |
| Vorderseite: Klischees von Haufler und Wiest, Stuttgart, blau; Notgeld der Stadt Konstanz am Bodensee / Gültig bis vier Wochen nach Aufruf zur Einlösung - Fünfzig Mark - Konstanz, 23.10.1922 / Oberbürgermeister / Unterschrift „Moericke“ / Entwurf: Dr. Benno Eggert; roter Überdruck schräg über die Fläche, Kontrollnummern 1 bis 12.540, 4,6 mm |                                                                                            |
| Rückseite: Klischees von Bruckmann, München; dunkelblau und rotorange; roter Überdruck schräg über die Fläche |                                                                                            |
| Eingezogen: 12.540 Stück für Sammler zurückbehalten |                                                                                            |

| Nominal: 50 Milliarden Mark |        |
| | Druck: |
| Auflage: 8.600 Stück mit einem Nennwert von 430 Billionen Mark                                                                              |        |
| Ausgabe: 10. bis 23. November 1923, 8.600 Stück mit einem Nennwert von 430 Billionen Mark                                                   |        |
| Vorderseite: gelbbrau, „Kreuzlinger Tor“ (Abbildung des 13. Jahrhunderts), Kontrollnummern 0001 bis 8600, 4 mm / schwarz                    |        |
| Rückseite: |        |
| Eingezogen: 6.897 Stück (82 %) mit einem Nennwert von 344,85 Billionen Mark; 5.537 Stück vernichtet, 1.360 Stück für Sammler zurückbehalten |        |

| Nominal: 100 Milliarden Mark |        |
| | Druck: |
| Auflage: 6.500 Stück mit einem Nennwert von 650 Billionen Mark                                                                               |        |
| Ausgabe: 10. bis 23. November 1923, 6.500 Stück mit einem Nennwert von 650 Billionen Mark                                                    |        |
| Vorderseite: oliv, „Schottentor“ (Abbildung des 14. Jahrhunderts), Kontrollnummern 0001 bis 6500, 4 mm / schwarz                             |        |
| Rückseite: |        |
| Eingezogen: 5.499 Stück (84,6 %) mit einem Nennwert von 549,9 Billionen Mark; 4.499 Stück vernichtet, 1.000 Stück für Sammler zurückbehalten |        |

| Nominal: 200 Milliarden Mark |        |
| | Druck: |
| Auflage: 6.400 Stück mit einem Nennwert von 1,28 Billiarden Mark                                                                             |        |
| Ausgabe: 10. bis 21. November 1923, 6.400 Stück mit einem Nennwert von 1,28 Billiarden Mark                                                  |        |
| Vorderseite: blau, „Emmishofer Tor“ (Abbildung des 14. Jahrhunderts)                                                                         |        |
| Rückseite: |        |
| Eingezogen: 5.587 Stück (87,3 %) mit einem Nennwert von 1,1174 Billiarden Mark; 4.637 Stück vernichtet, 950 Stück für Sammler zurückbehalten |        |

| Nominal: 500 Milliarden Mark |        |
| | Druck: |
| Auflage: 10.700 Stück mit einem Nennwert von 5,35 Billiarden Mark                                                                              |        |
| Ausgabe: 10. bis 23. November 1923, 10.700 Stück mit einem Nennwert von 5,35 Billiarden Mark                                                   |        |
| Vorderseite: olivgrün, „Luckenhäusli“ |        |
| Rückseite: |        |
| Eingezogen: 10.152 Stück (94,6 %) mit einem Nennwert von 5,076 Billiarden Mark; 8.552 Stück vernichtet, 1.600 Stück für Sammler zurückbehalten |        |

| Nominal: 1 Billion Mark |        |
| | Druck: |
| Auflage: 10.900 Stück mit einem Nennwert von 10,9 Billiarden Mark                                                                               |        |
| Ausgabe: 10. bis 22. November 1923, 10.900 Stück mit einem Nennwert von 10,9 Billiarden Mark                                                    |        |
| Vorderseite: lila, „Dominikanerkloster“ (Abbildung des 17. Jahrhunderts)                                                                        |        |
| Rückseite: |        |
| Eingezogen: 10.443 Stück (95,8 %) mit einem Nennwert von 10,443 Billiarden Mark; 9.243 Stück vernichtet, 1.200 Stück für Sammler zurückbehalten |        |

| Nominal: 100 Milliarden Mark |                             |
| | Druck: grün; ~ 140 × 108 mm |
| Auflage: 24.800 Stück mit einem Nennwert von 2,48 Billiarden Mark |                             |
| Ausgabe: 8. November 1923, 24.800 Stück mit einem Nennwert von 2,48 Billiarden Mark |                             |
| Vorderseite: 100 - GUTSCHEIN - 100 / DER STADT KONSTANZ / AM BODENSEE / EINHUNDERT / MILLIARDEN / MARK / GÜLTIG BIS 4 WOCHEN NACH AUFRUF / ZUR EINLÖSUNG. KONSTANZ 8.11.1923 / DER STADTRAT: Unterschrift „Moericke“; Kontrollnummern 00001 bis 248000, 5 mm, schwarz |                             |
| Rückseite: Stadtbild und St. Konrad, Signatur: A. KRUMM; 100 • MILLIARDEN • 100 / ST.KONRADSJUBILÄUM / 1923 |                             |
| Eingezogen: 18.017 Stück (72,7 %) mit einem Nennwert von 1,8017 Billiarden Mark; 16.017 Stück vernichtet, 2.000 Stück für Sammler zurückbehalten |                             |

| Nominal: 1 Billion Mark |                                         |
| | Druck: blau auf hellblau; ~ 145 × 96 mm |
| Auflage: 24.800 Stück mit einem Nennwert von 24,8 Billiarden Mark |                                         |
| Ausgabe: 24.800 Stück mit einem Nennwert von 24,8 Billiarden Mark |                                         |
| Vorderseite: Gutschein der Stadt Konstanz über / Eine Billion / Gültig bis 4 Wochen nach Aufruf zur Einlösung / Konstanz, den 8. November 1923 / № xxxxx * (00001 bis 24800; 5 mm, blau) 0Der Stadtrat: Unterschrift + Billion Mark 1 Billion Mark (senkrecht) |                                         |
| Rückseite: St. Konradsjubiläum 1923 / 1 Billion Mark + Büste St. Konrads vom Konradihaus + St. Konradsjubiläum 1923 / 1 Billion Mark |                                         |
| Eingezogen: 22.435 Stück (90,5 %) mit einem Nennwert von 22,435 Billiarden Mark; 20.635 Stück vernichtet, 1.800 Stück für Sammler zurückbehalten |                                         |

### Dresdner Bank
Die 1923 von der Dresdner Bank in Umlauf gebrachten Bankschecks wurden zum Teil offiziell nicht als Notgeld angesehen.
| Nominal: 500.000 Mark | |
| | Druck: Eugen Rotzinger, Konstanz, Steindruck auf weißem Papier ohne Wasserzeichen, links perforiert, ~ 150 × 98 mm |
| Auflage: | |
| Ausgabe: 17. August 1923 | |
| Vorderseite: schwarz auf rot; № ××××× * (schwarz, 4,5 mm) DB (Logo) - M. „500'000“ (handschriftlich) / DIE DRESDNER BANK / GESCHÄFTSSTELLE KONSTANZ / IN KONSTANZ / wolle zahlen gegen diesen Scheck aus meinem-unseren Guthaben / an / oder Überbringer / Mark / Ort / den __ten 1923. / Schecks, in welche eine Zahlungsfrist angegeben ist, werden nicht bezahlt. - Zahlenreihe von 500000 absteigend bis 500 | |
| Rückseite: | |
| Eingezogen: | |

### Falzziegelwerk Blattner und Kramer
Das um 1874 in der Schneckenburgstraße als „Falzziegelwerk“ gegründete Unternehmen firmierte ab 1903 als „Falzziegelwerk Blattner und Kramer“.

#### Großgeld 1922
| Nominal: 100 Mark | |
| | Druck: Buchdruckerei Reuß & Itta, Konstanz, einseitig, schwarz auf grün auf weißem Papier mit Wasserzeichen nach rechts oder links gerichteten „Tropfen“, ~ 129 × 100 mm |
| Ausgabe: 14. Oktober bis 31. Dezember 1922 | |
| Vorderseite: Nr. handschriftliche Kontrollnummer ____ Ausgabe A. Mk. 100.– / Gutschein über einhundert Mark / ausgegeben wegen Mangels an gesetzlichem Bargeld. / Die Süddeutsche Diskontogesellschaft A. G., Filiale Konstanz, schreibt dem Einlieferer dieses Gutscheins den Gegenwert zu unseren Lasten. / Konstanz, 14. Oktober 1922 / Falzziegelwerk Blattner & Kramer / handschriftliche Unterschriften „Dafinger“ und „v. Goedecke“ / Die Einlieferung bei der Süddeutschen Diskontogesellschaft in Konstanz hat bis längstens 31. Dezember 1922 zu erfolgen. Die Scheine müssen die handschriftliche Unterschrift zweier Zeichnungsberechtigter tragen. / Ohne Nummer und ohne Unterschriften ist dieser Gutschein ungültig. / Buchdruckerei Reuß & Itta, Konstanz | |
| Rückseite: ./. | |

| Nominal: 500 Mark | |
| | Druck: Buchdruckerei Reuß & Itta, Konstanz, einseitig, schwarz auf braun auf weißem Papier mit Wasserzeichen nach rechts oder links gerichteten „Tropfen“, ~ 129 × 100 mm |
| Ausgabe: 14. Oktober bis 31. Dezember 1922 | |
| Vorderseite: Nr. handschriftliche Kontrollnummer ____ Ausgabe A. Mk. 500.– / Gutschein über fünfhundert Mark / ausgegeben wegen Mangels an gesetzlichem Bargeld. / Die Süddeutsche Diskontogesellschaft A. G., Filiale Konstanz, schreibt dem Einlieferer dieses Gutscheins den Gegenwert zu unseren Lasten. / Konstanz, 14. Oktober 1922 / Falzziegelwerk Blattner & Kramer / handschriftliche Unterschriften „Dafinger“ und „v. Goedecke“ / Die Einlieferung bei der Süddeutschen Diskontogesellschaft in Konstanz hat bis längstens 31. Dezember 1922 zu erfolgen. Die Scheine müssen die handschriftliche Unterschrift zweier Zeichnungsberechtigter tragen. / Ohne Nummer und ohne Unterschriften ist dieser Gutschein ungültig. / Buchdruckerei Reuß & Itta, Konstanz | |
| Rückseite: ./. | |

#### Großgeld 1923
| Nominal: 500.000 auf 100 Mark | |
| | Druck: Buchdruckerei Reuß & Itta, Konstanz, einseitig, schwarz auf grün auf weißem Papier mit Wasserzeichen nach rechts oder links gerichteten „Tropfen“, ~ 129 × 100 mm Überdruck: schwarzer Balken und neue, rote Wertangabe 500000.– Mark |
| Vorderseite: Nr. handschriftliche Kontrollnummer ____ Ausgabe A. Mk. 100.– / Gutschein über einhundert Mark / ausgegeben wegen Mangels an gesetzlichem Bargeld. / Die Süddeutsche Diskontogesellschaft A. G., Filiale Konstanz, schreibt dem Einlieferer dieses Gutscheins den Gegenwert zu unseren Lasten. / Konstanz, 14. Oktober 1922 / Falzziegelwerk Blattner & Kramer / handschriftliche Unterschriften „Dafinger“ und „v. Goedecke“ / Die Einlieferung bei der Süddeutschen Diskontogesellschaft in Konstanz hat bis längstens 31. Dezember 1922 zu erfolgen. Die Scheine müssen die handschriftliche Unterschrift zweier Zeichnungsberechtigter tragen. / Ohne Nummer und ohne Unterschriften ist dieser Gutschein ungültig. / Buchdruckerei Reuß & Itta, Konstanz | |
| Rückseite: ./. | |

| Nominal: 1.000.000 auf 500 Mark | |
| | Druck: Buchdruckerei Reuß & Itta, Konstanz, einseitig, schwarz auf braun auf weißem Papier mit Wasserzeichen nach rechts oder links gerichteten „Tropfen“, ~ 129 × 100 mm Überdruck: schwarzer Balken und neue, rote Wertangabe 1.000.000.– Mark |
| Ausgabe: 14. Oktober bis 31. Dezember 1922 | |
| Vorderseite: Nr. handschriftliche Kontrollnummer ____ Ausgabe A. Mk. 500.– / Gutschein über fünfhundert Mark / ausgegeben wegen Mangels an gesetzlichem Bargeld. / Die Süddeutsche Diskontogesellschaft A. G., Filiale Konstanz, schreibt dem Einlieferer dieses Gutscheins den Gegenwert zu unseren Lasten. / Konstanz, 14. Oktober 1922 / Falzziegelwerk Blattner & Kramer / handschriftliche Unterschriften „Dafinger“ und „v. Goedecke“ / Die Einlieferung bei der Süddeutschen Diskontogesellschaft in Konstanz hat bis längstens 31. Dezember 1922 zu erfolgen. Die Scheine müssen die handschriftliche Unterschrift zweier Zeichnungsberechtigter tragen. / Ohne Nummer und ohne Unterschriften ist dieser Gutschein ungültig. / Buchdruckerei Reuß & Itta, Konstanz | |
| Rückseite: ./. | |

### Handelskammer
In Baden zeigte sich gegen Ende der Inflationszeit, dass der Übergang von der entwerteten Papiermark zur Rentenmark ohne weitere Notgeldausgaben nicht möglich war. Zuerst gaben die Handelskammern Karlsruhe, Pforzheim und Mannheim wertbeständiges Notgeld heraus, später – nach Beschluss vom 9. November 1923 – folgten mit Gemeinschaftsausgaben die oberbadischen Handelskammern Freiburg, Konstanz, Lahr, Schopfheim und Villingen. Zur Unterscheidung der Ausgaben bezeichneten die Handelskammern ihre Scheine mit verschiedenfarbigen Farbschnitten: Konstanz = grün, Freiburg = rot, Villingen = gelb, Lahr = violett und Schopfheim = schwarz.
Am 15. November 1923 gelangte das Handelskammergeld zur Ausgabe, insgesamt ein rund fünf Millionen Goldmark.
Am 10. Februar des Folgejahres erfolgte der Aufruf des Notgelds zum 10. März 1924. Im Konstanzer Bezirk war die Rheinische Kreditbank als Treuhänderin für den Einzug bestellt. Unter Abzug einer Provision von mindestens 10 Rentenpfennig pro Schein bzw. 1,5 % bei sofortiger Auszahlung und 1 % bei Auszahlung in sechs Monaten geschah der Umtausch des Notgelds in Rentenmark.
| Nominal: 21 Goldpfennig = 1/20 Dollar | |
| | Druck: einseitig, schwarz auf ultramin auf weißem Papier mit Wasserzeichen „Flaschenmuster“, ~ 80 × 50 mm |
| Ausgabe: 15. November 1923 bis ungefähr Mitte Dezember 1923 | |
| Vorderseite: Notgeldschein / der Handelskammern zu Freiburg, Konstanz, Lahr, Schopfheim, Villingen / über / 21 Goldpfennig = 1/20 Dollar (Nordamerika) / Wertbeständige Anleihe des Deutschen Reiches. / Der Inhaber dieses Notgeldscheins kann binnen Monatsfrist nach / Aufruf den Umtausch in Schatzanweisungen der wertbeständigen / Anleihe des Deutschen Reiches oder gegen Aushändigung des / Scheines die Zahlung eines gleichwertigen Betrages bei den be- / kanntzugegebenden Stellen verlangen. / Ausgegeben mit Genehmigung des Reichsministers der Finanzen. / Die Handelskammern zu / Freiburg, Konstanz, Lahr, Schopfheim, Villingen // Dieser Notgeldschein ist durch Hinterlegung / von Schatzanweisungen der wertbeständigen / Anleihe des Deutschen Reiches gedeckt. | |
| Rückseite: ./. | |

| Nominal: 42 Goldpfennig = 1/10 Dollar | |
| | Druck: einseitig, schwarz auf braun, auf weißem Papier mit Wasserzeichen „Flaschenmuster“, ~ 80 × 50 mm |
| Ausgabe: 15. November 1923 bis ungefähr Mitte Dezember 1923 | |
| Vorderseite: Notgeldschein / der Handelskammern zu Freiburg, Konstanz, Lahr, Schopfheim, Villingen / über / 42 Goldpfennig = 1/10 Dollar (Nordamerika) / Wertbeständige Anleihe des Deutschen Reiches. / Der Inhaber dieses Notgeldscheins kann binnen Monatsfrist nach / Aufruf den Umtausch in Schatzanweisungen der wertbeständigen / Anleihe des Deutschen Reiches oder gegen Aushändigung des / Scheines die Zahlung eines gleichwertigen Betrages bei den be- / kanntzugegebenden Stellen verlangen. / Ausgegeben mit Genehmigung des Reichsministers der Finanzen. / Die Handelskammern zu / Freiburg, Konstanz, Lahr, Schopfheim, Villingen // Dieser Notgeldschein ist durch Hinterlegung / von Schatzanweisungen der wertbeständigen / Anleihe des Deutschen Reiches gedeckt. | |

| Nominal: 1,05 Goldmark = 1/4 Dollar | |
| | Druck: einseitig, schwarz auf grün, auf weißem Papier mit Wasserzeichen „Flaschenmuster“, ~ 110 × 70 mm |
| Ausgabe: 15. November 1923 bis ungefähr Mitte Dezember 1923 | |
| Vorderseite: Notgeldschein / der Handelskammern zu Freiburg, Konstanz, Lahr, Schopfheim, Villingen / über / 1,05 Mark Gold = 1/4 Dollar (Nordamerika) / Wertbeständige Anleihe des Deutschen Reiches. / Der Inhaber dieses Notgeldscheins kann binnen Monatsfrist nach / Aufruf den Umtausch in Schatzanweisungen der wertbeständigen / Anleihe des Deutschen Reiches oder gegen Aushändigung des / Scheines die Zahlung eines gleichwertigen Betrages bei den be- / kanntzugegebenden Stellen verlangen. / Ausgegeben mit Genehmigung des Reichsministers der Finanzen. / Die Handelskammern zu / Freiburg, Konstanz, Lahr, Schopfheim, Villingen // Dieser Notgeldschein ist durch Hinterlegung / von Schatzanweisungen der wertbeständigen / Anleihe des Deutschen Reiches gedeckt. | |

| Nominal: 2,10 Goldmark = 1/2 Dollar | |
| | Druck: ohne Druckfirma; einseitig, schwarz auf gelb bis orange, auf weißem Papier mit Wasserzeichen „Flaschenmuster“, ~ 110 × 70 mm |
| Ausgabe: 15. November 1923 bis ungefähr Mitte Dezember 1923 | |
| Vorderseite: Notgeldschein / der Handelskammern zu Freiburg, Konstanz, Lahr, Schopfheim, Villingen / über / 2,10 Mark Gold = 1/2 Dollar (Nordamerika) / Wertbeständige Anleihe des Deutschen Reiches. / Der Inhaber dieses Notgeldscheins kann binnen Monatsfrist nach / Aufruf den Umtausch in Schatzanweisungen der wertbeständigen / Anleihe des Deutschen Reiches oder gegen Aushändigung des / Scheines die Zahlung eines gleichwertigen Betrages bei den be- / kanntzugegebenden Stellen verlangen. / Ausgegeben mit Genehmigung des Reichsministers der Finanzen. / Die Handelskammern zu / Freiburg, Konstanz, Lahr, Schopfheim, Villingen // Dieser Notgeldschein ist durch Hinterlegung / von Schatzanweisungen der wertbeständigen / Anleihe des Deutschen Reiches gedeckt. | |

### Holzverkohlungs-Industrie AG
Die 1866 gegründete Holzverkohlungs-Industrie AG (HIAG), ursprünglich Hersteller von Produkten aus Holzteer, musste 1923 Notgeld herausgeben. Dieses wurde am 15. August bekannt gegeben und am 30. August mit 14-tägiger Frist zur Einlösung aufgerufen.
| Nominal: 1 Million Mark | |
| | Druck: Steindruck; Eugen Rotzinger, Konstanz; einseitig, schwarz auf hellblau auf weißem Papier mit Wasserzeichen „Sechzehnrauten“, ~ 100 × 75 mm |
| Auflage: 17.500 Stück mit einem Nennwert von 1,75 Mrd. Mark | |
| Ausgabe: 15. August bis spätestens 15. Oktober 1923 | |
| Vorderseite: Die Einlieferung bei den genannten Banken hat spätestens bis zum 15. Okt. 23 zu erfolgen. (senkrecht) / № xxxxx (Nontrollnummern 0001 bis 5000 (4,5 mm, schwarz) und 7501 bis 17500 (4,2 mm, schwarz)) Ausgabe A Mk. 1000000.– / Gutschein über Eine Million Mark + HIAG (durchstochen) / ausgegeben wegen Mangels an gesetzl. Bargeld / Die Rheinische Creditbank Konstanz, Dresdner Bank Konstanz, Gewerbe- u. Handelsbank Konstanz, Südd. Diskontobank Konstanz schreiben dem Einlieferer dieses Gutscheins den Gegenwert zu unseren Lasten gut. / Konstanz, den 15. August 1923. / Holzverkohlungs-Industrie A. G. / Siegel + Unterschriften / Ohne Nummer, ohne die bezeichneten Unterschriften und ohne Durchlochung mit HIAG ist dieser Gutschein ungültig. | |

| Nominal: 2 Millionen Mark | |
| | Druck: Steindruck; Eugen Rotzinger, Konstanz; einseitig, schwarz auf grau auf weißem Papier mit Wasserzeichen „Sechzehnrauten“ ~ 100 × 75 mm |
| Auflage: 2.500 Stück mit einem Nennwert von 5 Mrd. Mark                                                                         | |
| Ausgabe: 15. August bis spätestens 15. Oktober 1923                                                                             | |
| Vorderseite: Kontrollnummern: 5001 bis 7500 (belegt 5060 bis 7255), schwarz, 4,2 mm; Unterschriften: Hochstetter oder Schneider | |
| Rückseite: ./. | |

### L. Stromeyer und Co.
Das Unternehmen Stromeyer wurde am 16. April 1872 in Romanshorn im Schweizer Kanton Thurgau von Julius Landauer und Ludwig Stromeyer gründet. Um auch auf dem deutschen Markt präsent zu sein, wurde der Betrieb 1873 nach Konstanz in die Münzgasse verlegt. Gefertigt wurden wasserdichte Stoffe, die hauptsächlich bei Eisenbahnunternehmen und dem Militär Verwendung fanden. 1878 stieg das Unternehmen in die Herstellung großer Zirkuszelte ein und eröffnete eine Weberei in Weiler im Allgäu. Im gleichen Jahr verließ Mitgründer Landauer das Unternehmen, aber erst drei Jahre später wurde der Unternehmensname (Firma) in L. Stromeyer & Co. geändert. 1885 wurde am Seerhein in Konstanz ein 150.000 m² großes Gelände aufgekauft und eine Fabrik gebaut, die Namensgeber für das Viertel Stromeyersdorf war.
Die auf allen Ausgaben rückseitig angebrachten Stempel kam in den zwei Arten ‚vierzeiliger‘ (88 × 22 mm) bzw. ‚fünfzeiliger‘ Text (87 × 35 mm) vor: Dieser Gutschein wird von der Bayer. Vereinsbank Zweigstelle Weiler i. Allg. und der Distriktsparkasse Weiler i. Allg. zur Gutschrift angenommen.

#### In Konstanz datierte Ausgaben
| Nominal: 500.000 Mark                                                                      |                                                                                                  |
|                                                                                            | Druck: einseitiger Steindruck auf weißem Papier mit Wasserzeichen „Parkettmuster“, ~ 121 × 75 mm |
| Auflage:                                                                                   |                                                                                                  |
| Ausgabe: 22. August 1923 bis spätestens 15. November 1923                                  |                                                                                                  |
| Vorderseite: schwarz auf gelb, Unterschrift „L. Stromeyer Co.“                             |                                                                                                  |
| Rückseite: leer, mit vier- (auch kopfstehend) oder fünfzeiligem (auch kopfstehend) Stempel |                                                                                                  |

| Nominal: 500.000 Mark                                            |                                                                                                 |
|                                                                  | Druck: einseitiger Steindruck auf weißem Papier mit Wasserzeichen „Parkettmuster“, ~ 121× 75 mm |
| Auflage:                                                         |                                                                                                 |
| Ausgabe: 22. August 1923 bis spätestens 15. Januar 1924          |                                                                                                 |
| Vorderseite: schwarz auf gelb                                    |                                                                                                 |
| Rückseite: leer oder mit vierzeiligem (auch kopfstehend) Stempel |                                                                                                 |

| Nominal: 1 Million Mark | |
| | Druck: einseitiger Steindruck, schwarz auf hellblau auf weißem Papier mit Wasserzeichen „Parkettmuster“, ~ 121× 75 mm |
| Auflage: 2.000 Stück mit einem Nennwert von zwei Milliarden Mark | |
| Ausgabe: 22. August 1923 bis spätestens 15. November 1923, 2.000 Stück mit einem Nennwert von zwei Milliarden Mark | |
| Vorderseite: Die Einlieferung bei genannten Banken hat bis spätestens 15. Nov. 1923 zu erfolgen. / Ausgabe A / № xxxxx (30001 bis 32000, 4,2 mm, schwarz) + Mk. 1000000.- / Gutschein über Eine Million Mark ausgegeben wegen Mangel an gesetzlichem Bargeld / Die Rheinische Creditbank Filiale, Süddeutsche Diskonto-Gesellschaft Filiale, Dresdner Bank Geschäftsstelle, Gewerbe- und Handelsbank e.G.m.b.H. in KONSTANZ schreiben dem Eigentümer dieses Gutscheins den Gegenwert zu unseren Lasten gut. / Konstanz, den 22. August 1923. / Unterschrift „L. Stromeyer Co.“ / Ohne Unterschrift und Nummer ist dieser Gutschein ungültig. | |
| Rückseite: leer, mit vier- (auch kopfstehend) oder fünfzeiligem Stempel „Dieser Gutschein wird von der Bayer. Vereinsbank Zweigstelle Weiler i. Allg. und der Distriktsparkasse Weiler i. Allg. zur Gutschrift angenommen.“ | |

| Nominal: 1 Million Mark                                                             |                                                                                                 |
|                                                                                     | Druck: einseitiger Steindruck auf weißem Papier mit Wasserzeichen „Parkettmuster“, ~ 121× 75 mm |
| Auflage:                                                                            |                                                                                                 |
| Ausgabe: 22. August 1923 bis spätestens 15. Januar 1924                             |                                                                                                 |
| Vorderseite: schwarz auf hellblau; Kontrollnummern 40001 bis 50000, 4,0 mm, schwarz |                                                                                                 |
| Rückseite: leer, mit vier- oder fünfzeiligem Stempel                                |                                                                                                 |

| Nominal: 2 Millionen Mark                                               |                                                                                                 |
|                                                                         | Druck: einseitiger Steindruck auf weißem Papier mit Wasserzeichen „Parkettmuster“, ~ 121× 75 mm |
| Auflage:                                                                |                                                                                                 |
| Ausgabe: 22. August 1923 bis spätestens 15. November 1923               |                                                                                                 |
| Vorderseite: schwarz auf graulila                                       |                                                                                                 |
| Rückseite: leer, mit vier- (auch kopfstehend) oder fünfzeiligem Stempel |                                                                                                 |

| Nominal: 2 Millionen Mark                                                            |                                                                                                 |
|                                                                                      | Druck: einseitiger Steindruck auf weißem Papier mit Wasserzeichen „Parkettmuster“, ~ 121× 75 mm |
| Auflage:                                                                             |                                                                                                 |
| Ausgabe: 22. August 1923 bis 15. Januar 1924                                         |                                                                                                 |
| Vorderseite: schwarz auf graulila; Kontrollnummern: 65001 bis 70000, 4,0 mm, schwarz |                                                                                                 |
| Rückseite: leer, mit vier- (auch kopfstehend) oder fünfzeiligem Stempel              |                                                                                                 |

#### In Weiler im Allgäu datierte Gutscheine
| Nominal: 5 Milliarden Mark                                                     |                                                                                                 |
|                                                                                | Druck: einseitiger Steindruck auf weißem Papier mit Wasserzeichen „Parkettmuster“, ~ 121× 75 mm |
| Auflage:                                                                       |                                                                                                 |
| Ausgabe: 31. Oktober 1923 bis spätestens 15. Januar 1924                       |                                                                                                 |
| Vorderseite: schwarz auf gelb; Kontrollnummern: 0001 bis 6000, 4,0 mm, schwarz |                                                                                                 |
| Rückseite: ./.                                                                 |                                                                                                 |

| Nominal: 10 Milliarden Mark                                                         |                                                                                                 |
|                                                                                     | Druck: einseitiger Steindruck auf weißem Papier mit Wasserzeichen „Parkettmuster“, ~ 121× 75 mm |
| Auflage:                                                                            |                                                                                                 |
| Ausgabe: 31. Oktober 1923 bis spätestens 15. Januar 1924                            |                                                                                                 |
| Vorderseite: schwarz auf hellblau; Kontrollnummern: 9501 bis 12500, 4,5 mm, schwarz |                                                                                                 |
| Rückseite: ./.                                                                      |                                                                                                 |

| Nominal: 20 Milliarden Mark                                                    |                                                                                                 |
|                                                                                | Druck: einseitiger Steindruck auf weißem Papier mit Wasserzeichen „Parkettmuster“, ~ 121× 75 mm |
| Auflage:                                                                       |                                                                                                 |
| Ausgabe: 31. Oktober 1923 bis spätestens 15. Januar 1924                       |                                                                                                 |
| Vorderseite: schwarz auf lila; Kontrollnummern: 6001 bis 9500, 4,5 mm, schwarz |                                                                                                 |
| Rückseite: ./.                                                                 |                                                                                                 |

| Nominal: 20 Milliarden Mark                                           |                                                                                                 |
|                                                                       | Druck: einseitiger Steindruck auf weißem Papier mit Wasserzeichen „Parkettmuster“, ~ 121× 75 mm |
| Auflage:                                                              |                                                                                                 |
| Ausgabe: 31. Oktober 1923 bis spätestens 15. Januar 1924              |                                                                                                 |
| Vorderseite: schwarz auf lila; Kontrollnummern: 0001 bis 5000, 4,5 mm |                                                                                                 |
| Rückseite: ./.                                                        |                                                                                                 |

#### In Weiler im Allgäu datierte Schecks
| Nominal: 20.000.000 Mark                            | |
|                                                     | Druck: Gebrüder Parcus, München; einseitig auf weißem Papier mit Wasserzeichen „Konturenketten“, ~ 121× 75 mm |
| Auflage:                                            | |
| Ausgabe: 8. Oktober 1923                            | |
| Vorderseite: grün; Kontrollnummern: 4,0 mm, schwarz | |
| Rückseite: ./.                                      | |

| Nominal: 100.000.000 Mark                                       |                                                                     |
|                                                                 | Druck: einseitig auf weißem Papier ohne Wasserzeichen, ~ 121× 75 mm |
| Auflage:                                                        |                                                                     |
| Ausgabe: 29. September 1923                                     |                                                                     |
| Vorderseite: schwarz auf rosa; Kontrollnummern: 3,7 mm, schwarz |                                                                     |
| Rückseite: ./.                                                  |                                                                     |

## Vernichtung
Die aus dem Umlauf zurückgezogenen 222.034 Notgeld-Scheine der Stadt – immerhin rund zehn Zentner – wurden zwischen dem 23. Juni 1919 und April 1924 im städtischen Gaswerk verbrannt.